# Coup d'État de 1963 en république du Vietnam
Crise bouddhiste
Le coup d'État de 1963 en république du Viêt Nam est un coup d'État survenu en novembre 1963 lorsque le président Ngô Đình Diệm et le Parti personnaliste révolutionnaire des travailleurs du Sud Viêt Nam ont été déposés par un groupe d'officiers de l'Armée de la république du Viêt Nam qui n'étaient pas d'accord avec sa gestion de la crise bouddhiste et de la menace du Viet Cong contre le régime. Au Sud Viêt Nam, le coup d'État a été appelé Cách mạng 1-11-63 ("Révolution du 1er novembre 1963").
L'administration Kennedy était au courant de la planification du coup d'État, mais le câble 243 (en) du département d'État américain à l'ambassadeur américain au Sud Viêt Nam Henry Cabot Lodge, Jr., a déclaré que c'était la politique américaine de ne pas essayer de l'arrêter. Lucien Conein, l'agent de liaison de la Central Intelligence Agency entre l'ambassade américaine et les planificateurs du coup d'État, leur a dit que les États-Unis n'interviendraient pas pour l'arrêter. Conein a également fourni des fonds aux putschistes.
Le coup d'État a été dirigé par le général Dương Văn Minh et a commencé le 1er novembre. Il s'est déroulé sans heurts car de nombreux chefs loyalistes ont été capturés après avoir été pris au dépourvu et les pertes ont été légères. Diệm a été capturé et exécuté le lendemain avec son frère et conseiller Ngô Đình Nhu.

## Contexte
La route de Diệm vers le pouvoir politique a commencé en juillet 1954 lorsqu'il a été nommé Premier ministre de l'État du Viêt Nam par l'ancien empereur Bảo Đại, qui était chef de l'État. Bảo Đại n'aimait pas Diệm mais l'a choisi dans l'espoir qu'il attirerait l'aide des États-Unis, mais les deux se sont retrouvés mêlés à une lutte pour le pouvoir. Le problème a atteint son paroxysme lorsque Diệm a programmé un référendum (en) pour octobre 1955, qui a été truqué par son frère Nhu, et s'est proclamé président de la nouvelle république du Viêt Nam. Il a continué à renforcer sa domination autocratique et népotiste sur le pays. Une constitution a été rédigée par une législature tampon qui a donné à Diệm le pouvoir de créer des lois par décret et de se donner arbitrairement des pouvoirs d'urgence.
Les dissidents, tant communistes que nationalistes, ont été emprisonnés et exécutés par milliers, et les élections ont été régulièrement truquées. Les candidats de l'opposition ont été menacés d'être inculpés pour complot avec l'Armée populaire vietnamienne du Nord Viêt Nam, qui a entraîné la peine de mort, et dans de nombreuses régions, un grand nombre de soldats de l'Armée de la république du Viêt Nam (ARVN) ont été envoyés pour remplir les urnes. Diệm a gardé le contrôle de la nation fermement entre les mains de sa famille, et les promotions dans l'ARVN ont été accordées sur la base de la loyauté plutôt que du mérite. Deux tentatives infructueuses avaient été faites pour déposer Diệm; en 1960, une révolte de parachutistes a été annulée après que Diệm ait bloqué les négociations pour donner du temps aux loyalistes pour réprimer la tentative de coup d'État, tandis qu'un attentat à la bombe contre un palais en 1962 par deux pilotes de la Force aérienne de la république du Viêt Nam (RVNAF) n'a pas réussi à le tuer.
La majorité bouddhiste du Sud Viêt Nam était depuis longtemps mécontente du fort favoritisme de Diệm envers les catholiques romains. Les fonctionnaires et les officiers de l'armée avaient longtemps été promus sur la base de la préférence religieuse, et les contrats gouvernementaux, l'aide américaine, les faveurs commerciales et les allégements fiscaux étaient accordés de préférence aux catholiques. L'Église catholique était le plus grand propriétaire foncier du pays et ses possessions étaient exemptées de la réforme agraire (c'est-à-dire de l'appropriation). À la campagne, les catholiques étaient de facto exemptés d'effectuer le travail de corvée, et dans certaines zones rurales, il a été affirmé que les prêtres catholiques menaient des armées privées contre les villages bouddhistes. En 1957, Diệm a consacré la nation à la Vierge Marie.
Le mécontentement envers Diệm et Nhu a explosé en protestation de masse au milieu de 1963 lorsque neuf bouddhistes sont morts aux mains de l'armée et de la police de Diệm lors du Vesak, l'anniversaire de Gautama Bouddha. En réponse, le gouvernement américain s'est inquiété de la possibilité "pour le gouvernement Dim/Nhu de réussir et pour nous [les États-Unis] de continuer à les soutenir". La réponse de l'ambassadeur Frederick Nolting (en) était : "Nous devrions y aller doucement et voir si nous pouvons vivre avec le gouvernement Diem".
En raison de cette incapacité potentielle à soutenir le gouvernement Diem/Nhu, le gouvernement des États-Unis a discuté d'un coup d'État proposé. Dans un télégramme à l'ambassade américaine à Saïgon (en), M. Hilsman exprime qu'à un moment donné, si nous avons besoin d'une "liquidation politique", nous devrions également "examiner de toute urgence tous les dirigeants alternatifs possibles et faire des plans détaillés sur la manière dont nous pourrions amener le remplacement de Diem si cela devenait nécessaire".
En mai 1963, une loi contre le fait de faire flotter des drapeaux religieux a été sélectivement appliquée; le drapeau bouddhique a été interdit d'affichage pour le Vesak tandis que le drapeau du Vatican a été affiché pour célébrer l'anniversaire de la consécration de l'archevêque Pierre Martin Ngô Đình Thục, le frère de Diệm. De nombreux bouddhistes ont bravé l'interdiction et une manifestation a pris fin lorsque les forces gouvernementales ont ouvert le feu. Avec Diệm restant intransigeant face à l'escalade des demandes bouddhistes d'égalité religieuse, des sections de la société ont commencé à réclamer son retrait du pouvoir.
Le tournant clé s'est produit peu après minuit le 21 août, lorsque les forces spéciales de l'ARVN de Nhu ont attaqué et vandalisé des pagodes bouddhistes (en) à travers le pays, arrêtant des milliers de moines et causant un nombre de morts estimé à des centaines. De nombreux plans de coup d'État avaient été explorés par l'armée auparavant, mais les comploteurs ont intensifié leurs activités avec une confiance accrue après que l'administration du président américain John F. Kennedy a autorisé l'ambassade des États-Unis à explorer la possibilité d'un changement de direction par le biais de Cable 243. Ils pensaient que les politiques de Diệm rendaient leur régime allié au Viêt Nam politiquement insoutenable.

## Complots
Il y a eu de nombreux complots contre Diệm en 1963, beaucoup par différentes cliques d'officiers militaires indépendants les uns des autres. Selon l'historienne Ellen Hammer, il y avait "peut-être jusqu'à six et peut-être plus" différents complots et ceux-ci couvraient toute la gamme de la société pour inclure des politiciens civils, des dirigeants syndicaux et des étudiants universitaires.

### Traçage par des officiers de niveau intermédiaire
Au milieu de l'année 1963, un groupe était composé d'officiers de niveau intermédiaire tels que les colonels, les majors et les capitaines. Le colonel Đỗ Mậu (en), directeur de la sécurité militaire, faisait partie de ce groupe, qui était coordonné par Trần Kim Tuyến (en), le directeur du renseignement du Sud Viêt Nam. Tuyến avait été un initié du palais, mais une faille s'était développée ces dernières années et il a commencé à comploter dès 1962. Le Sud Viêt Nam étant un État policier, Tuyến était une figure puissante et avait de nombreux contacts. Une autre personne de ce groupe était le colonel Phạm Ngọc Thảo (en), un agent communiste non détecté qui fomentait délibérément des luttes intestines parmi les officiers et gérait mal le programme hameau stratégique afin de déstabiliser le gouvernement de Saïgon.
Le groupe de Tuyến comptait de nombreux officiers membres de l'opposition Việt Nam Quốc Dân Đảng et Đại Việt Quốc Dân Đảng (en), qui avaient été discriminés sur des questions de promotions, qui étaient préférentiellement accordées aux membres du parti secret Cần Lao du régime, une organisation catholique secrète chargée de maintenir l'emprise de Diệm sur le pouvoir. Ceux-ci ont inclus des commandants d'unités aéroportées, marines et de chars de la 5e Division, principalement au niveau du bataillon.
Lorsque les machinations de Tuyến ont été découvertes, il a été exilé par Nhu. Mậu et Thảo ont pris le pouvoir mais leurs plans initiaux de coup d'État pour le 15 juillet ont été abandonnés lorsque l'officier américain de la CIA Lucien Conein a demandé au supérieur de Thảo, le général Trần Thiện Khiêm (en), le chef de l'ARVN, d'arrêter le coup d'État au motif qu'il était prématuré. Le groupe de Thảo et Mậu a repris le complot, avec l'intention de se déplacer le 24 octobre et ils ont recruté un total de 3000 hommes. Ils ont augmenté leurs forces avec un assortiment d'officiers d'unités auxiliaires telles que du Signal Corps, du Transportation Corps et de certains pilotes du RVNAF. Mậu a demandé l'aide de Khiêm après le départ de Tuyến en exil. Mậu a obtenu la coopération d'un assortiment de dissidents militaires et civils connus sous le nom de Front militaire et civil pour la révolution au Viêt Nam (MCFRV). Le MCFRV avait commencé à comploter indépendamment en août et leur chef était un cousin de Mậu.
Le coup d'État de Thảo du 24 octobre a été annulé après que des officiers supérieurs eurent décidé que leurs jeunes collègues ne pourraient pas réussir sans l'aide du général Tôn Thất Đính (en), un loyaliste qui contrôlait le IIIe corps. Les généraux ont saboté les jeunes officiers en ordonnant à l'un de leurs régiments clés de se rendre à la campagne pour combattre les communistes. Le complot des officiers plus jeunes a été intégré dans le groupe plus large des généraux, et parce que Khiêm et Mậu étaient impliqués dans les deux groupes.
Une fois le coup d'État terminé, les médias ont appris que le complot organisé par Tuyến et Thảo avait été plus avancé que celui des généraux avant que ces derniers ne soient intégrés au complot principal. Le général Trần Văn Đôn (en) a menacé de faire arrêter les jeunes officiers mais Mậu est intervenu pour les protéger.

### Complot des généraux
À la suite des raids de la pagode Xá Lợi, les généraux supérieurs ont sérieusement commencé leur propre complot, n'ayant eu que de vagues plans auparavant. Le général Đôn, nominalement un général de haut rang, mais en position sans commandement de troupes puisque le palais se méfie de lui, est recherché par Mậu, qui souhaite collaborer. Mậu accompagna plus tard le général de classement dans le complot, Dương Văn Minh, sur des campagnes de recrutement. Malgré son rang élevé, Minh était en disgrâce et a servi en tant que conseiller militaire présidentiel, un travail de bureau sans signification où il n'avait aucun subordonné sur le terrain et aucun accès aux soldats. Mậu a aidé Minh à obtenir la coopération du général Nguyên Khanh, qui commandait le IIe corps qui supervisait les Montagnes centrales, et le colonel Nguyễn Văn Thiệu, qui commandait la 5e division basée juste à l'extérieur de la capitale à Biên Hòa. Selon Thiệu, Mậu et Minh avaient promis d'établir un gouvernement plus fortement anticommuniste et de garder Diệm comme président de tête.

### Recrutement de Đính
Les généraux savaient que sans la coopération du général Đính, un coup d'État serait difficile car ses forces du IIIe corps supervisaient la région entourant la capitale. Considéré par ses pairs comme ambitieux, vain et impulsif, Đính était un favori de la famille Ngô et a dirigé l'aile militaire du Parti Cần Lao. Đính s'est converti au catholicisme alors que Diệm faisait confiance à ses coreligionnaires et a promu des officiers sur la base de la loyauté et non de la compétence. Đính était connu principalement pour sa présence ivre dans les boîtes de nuit de Saïgon, et la CIA l'a qualifié d'"opportuniste de base".
Đính a revendiqué en privé la responsabilité des attaques de la pagode, déclarant à un journaliste : "J'ai vaincu Henry Cabot Lodge [l'ambassadeur des États-Unis au Sud Viêt Nam]. Il est venu ici pour organiser un coup d'État, mais moi, Tôn Thất Đính, l'ont conquis et sauvé le pays." Pendant cette période, Đính a affirmé qu'il était "un grand héros national". Son ego avait été joué par les frères Ngô, qui ont réitéré ce point et lui ont versé un gros bonus en espèces après les raids de la pagode. Dans les moments grisants qui ont suivi les attentats, Đính a déclaré à ses conseillers américains qu'"il était sans aucun doute le plus grand officier général de l'ARVN, le sauveur de Saïgon ..."
Lors d'une conférence de presse peu après, Đính a affirmé avoir sauvé le Sud Viêt Nam des "aventuriers étrangers", un euphémisme pour les États-Unis. Après avoir été interrogé brusquement, Đính s'est rapidement mis en colère. Ray Herndon de United Press International (UPI) lui a demandé de nommer le pays auquel il faisait référence, mais Đính a esquivé la question. Herndon l'a raillé en disant qu'un héros national devrait être capable d'identifier l'ennemi national, et lui a demandé d'appeler Madame Nhu, la première dame du pays connue pour ses commentaires anti-américains, pour obtenir de l'aide pour identifier le pays hostile en question. Après que plusieurs journalistes se soient moqués de ses commentaires, Đính a quitté la conférence avec colère.
Đính est retourné au mess des officiers au quartier général de l'état-major interarmées (JGS) et ses collègues ont tenté de jouer sur l'ego de Đính pour le convaincre de se joindre à leur complot. Lors d'une série de réunions, les autres généraux ont assuré à Đính qu'il était un héros national digne d'une autorité politique et ont affirmé que Nhu n'avait pas réalisé à quel point il était important pour l'avenir du pays. Les collègues de Đính ont même soudoyé son devin pour prédire son élévation au pouvoir politique. Les autres généraux lui ont dit que les gens étaient mécontents du cabinet de Diệm et que le Viêt Nam avait besoin de jeunes officiers dynamiques en politique et que leur présence renverserait le moral déclinant dans l'ARVN. Ils ont conseillé à Đính de demander à Diệm de le promouvoir au poste de ministre de l'Intérieur, Dương Văn Minh au ministre de la Défense et Trần Văn Minh (en) au ministre de l'Éducation.
Đính et ses collègues généraux ont rencontré Diệm au palais, où Đính a demandé au président de le promouvoir au poste de ministre de l'Intérieur. Diệm a carrément réprimandé Đính devant ses collègues et lui a ordonné de quitter Saïgon pour se reposer dans la station balnéaire des hauts plateaux du centre de Đà Lạt. Đính a été humilié et embarrassé, ayant promis à ses collègues qu'il réussirait. Les frères Ngô avaient été alarmés par la demande de Đính et l'avaient mis sous surveillance. Đính l'a découvert, mettant encore plus à rude épreuve sa relation avec le palais. Đính a accepté de se joindre au coup, bien qu'avec sa nature ambitieuse, les autres officiers étaient sceptiques et prévoyaient de le faire assassiner s'il essayait de changer de camp. Sans les troupes de Đính, le coup n'aurait pas été possible.

### Contre-intrigue de Nhu
À la mi-octobre, Diệm et Nhu savaient qu'un groupe de généraux et de colonels de l'ARVN préparait un coup d'État, mais ne savaient pas que Đính était fermement parmi eux, bien qu'ils se méfient de lui après sa demande pour un poste ministériel.
Nhu a ensuite élaboré un plan pour déjouer les généraux avec un contre-complot. Les généraux apprirent cela et décidèrent qu'ils devaient le contrer. Les autres généraux se méfiaient toujours de Đính et se demandaient s'il les trahirait au palais. Ayant découvert que Đính serait recruté pour le plan de Nhu, et ne sachant pas de quel côté il était vraiment, ils ont promis de le nommer ministre de l'Intérieur et d'autres récompenses s'ils aidaient à renverser la famille Ngô. Rassurés par Đính, les généraux apaisent les jeunes officiers, dont le coup d'État avait été intégré à leurs plans.
Dans le cadre du complot des généraux, Đính a envoyé le colonel Nguyễn Hữu Có (en), son commandant adjoint de corps, à Mỹ Tho pour parler au commandant de la 7e division, le colonel (plus tard major général) Bùi Đình Đạm (en), et deux commandants de régiment, le commandant de l'unité blindée, tous deux de la 7e division, et le chef provincial de la région de Mỹ Tho. En les exhortant à se joindre au coup d'État au motif que le régime de Diệm était incapable de faire avancer l'armée, il a déclaré que tous les généraux sauf Cao étaient dans le complot, tandis que Đính allait le faire. Selon un récit, Đính avait l'intention que les loyalistes rapportent les activités de Có à Diệm et Nhu afin que cela lui donne l'occasion d'orchestrer un coup pour s'attirer les bonnes grâces du palais.
Les agents de Nhu ont entendu parler de la conversation et se sont rendus au palais. Lorsque les frères Ngô ont confronté Đính avec le rapport de ce qui s'était passé à Mỹ Tho, Đính a feint d'être étonné du comportement de son adjoint. Il a commencé à pleurer et a dit : "C'est ma faute, parce que vous m'avez soupçonné. Je ne suis pas vraiment allé travailler ces 15 derniers jours mais je suis resté à la maison parce que j'étais triste. Mais je ne suis pas contre toi. J'étais triste parce que je pensais que j'étais discrédité avec toi. Alors Nguyễn Hữu Có a profité de mon absence pour semer le trouble."
Đính a affirmé ne rien savoir des activités de Có, élevant la voix, jurant de faire tuer son adjoint. Nhu s'y est opposé et a déclaré qu'il voulait Có vivant pour attraper les comploteurs et a essayé d'utiliser Đính pour y parvenir. Malgré leur méfiance à l'égard de Đính, les frères Ngô leur ont dit que ce n'était pas le cas et qu'ils allaient le promouvoir. Nhu a ordonné à Đính et Tung, qui ont tous deux pris leurs ordres directement du palais au lieu du commandement de l'ARVN, de planifier un faux coup d'État contre la famille Ngô. L'un des objectifs de Nhu était d'amener les dissidents à rejoindre le faux soulèvement afin qu'ils puissent être identifiés et éliminés. Un autre objectif du coup de relations publiques était de donner au public une fausse impression de la force du régime Ngô.
Nom de code "Opération Bravo", la première étape du stratagème impliquerait certains des soldats loyalistes de Tung, déguisés en insurgés dirigés par des officiers subalternes apparemment renégats, simulant un coup d'État et vandalisant la capitale. Pendant le chaos orchestré du premier coup d'État, les loyalistes déguisés se révoltaient et, dans le chaos qui s'ensuivit, tuaient les principaux comploteurs, tels que les généraux Dương Văn Minh, Trần Văn Đôn, Lê Văn Kim et les officiers subalternes qui les aidaient. Les loyalistes et certaines des relations de la pègre de Nhu devaient également tuer certaines personnalités qui aidaient les conspirateurs, comme le vice-président titulaire mais relativement impuissant Nguyễn Ngọc Thơ, l'agent de la CIA Lucien Conein, qui était en mission au Sud Viêt Nam en tant que conseiller militaire, et Loge. Les dirigeants dissidents bouddhistes et étudiants seraient également visés. Ceux-ci seraient imputés aux "éléments neutralistes et pro-communistes". Tung annoncerait alors la formation d'un "gouvernement révolutionnaire" composé d'activistes de l'opposition qui n'avaient pas consenti à être nommés au gouvernement, tandis que Diệm et Nhu prétendraient être en fuite et déménageraient à Vũng Tàu. Un faux "contre-coup" devait suivre, par lequel les hommes de Tung, ayant quitté Saïgon sous prétexte de combattre le Viet Cong (VC), ainsi que les forces de Đính, rentreraient triomphalement à Saïgon pour réaffirmer le régime Diệm. Nhu rassemblerait ensuite les personnalités de l'opposition.
Đính, maintenant agent double, a été chargé du faux coup d'État et a obtenu le contrôle supplémentaire de la 7e division, qui était auparavant attribué au loyaliste de Diệm, le général Huỳnh Văn Cao (en), qui était responsable du IVe corps dans le delta du Mékong. La réaffectation de la 7e division à Đính a donné à son IIIe corps l'encerclement complet de Saïgon. L'encerclement empêcherait Cao de prendre d'assaut la capitale pour sauver Diệm comme il l'avait fait lors de la tentative de coup d'État de 1960. Cet arrangement était censé faciliter la tâche de Đính de servir le régime, mais il a été exploité pour faire tomber la famille Ngô.
Nhu et Tung n'étaient pas au courant de l'allégeance de Đính aux rebelles et ont été dupés. Đính a déclaré à Tung que le faux coup d'État devait utiliser une force écrasante. Il a déclaré que les chars étaient nécessaires "parce que l'armure est dangereuse". Đính a déclaré que de nouvelles troupes étaient nécessaires dans la capitale, estimant : "Si nous déplaçons des réserves dans la ville, les Américains seront en colère. Ils se plaindront que nous ne menons pas la guerre. Nous devons donc camoufler notre plan en envoyant les forces spéciales dans le pays. Cela les trompera." Nhu n'avait aucune idée que la véritable intention de Đính était d'engloutir Saïgon avec des unités rebelles et d'enfermer les loyalistes de Tung dans la campagne où ils ne pourraient pas défendre les Ngôs.
Le coup d'État de Nhu aurait lieu le 1er novembre, jour de la Toussaint, lorsque les catholiques se préparent pour la Commémoration des défunts, qui suit le lendemain. C'était pour que les troupes puissent se déplacer librement dans les rues, qui seraient moins fréquentées. Les généraux décidèrent de lancer leur véritable coup d'État le même jour pour tenter d'exploiter la liaison de Đính avec Nhu.
Le colonel Đỗ Mậu, l'un des conspirateurs, a concocté des rapports de renseignement militaire avec de fausses données affirmant que les VC se massaient à l'extérieur de la capitale pour une offensive. Il a convaincu Diệm et Nhu d'envoyer les forces spéciales hors de la capitale pour combattre le VC. Tung et Nhu ont convenu d'envoyer les quatre compagnies de forces spéciales basées à Saïgon hors de Saïgon le 29 octobre.
Un autre des frères de Diệm, Ngô Đình Cẩn (en), a commencé à suspecter Mậu et a dit au palais, qui a dit au chef de l'armée, le général Khiêm, de faire arrêter Mậu. Cependant, Khiêm, qui faisait également partie du complot, a délibérément tergiversé et Mậu est resté libre. En attendant, il était trop tard pour que les frères ramènent leurs fidèles dans la capitale.
Ne faisant pas confiance à Có, Diệm mit le colonel Lâm Văn Phát (en) à la tête de la 7e division le 31 octobre. Selon la tradition, Phát devait rendre au commandant du corps une visite de courtoisie avant de prendre le contrôle de la division. Đính a refusé de voir Phát et lui a dit de revenir vendredi à 14 h 0, heure à laquelle le coup d'État aurait été en cours. Entre-temps, Đính fit signer à Đôn un contre-ordre transférant le commandement de la 7e division à Có.

## Mouvements de troupes rebelles dans et autour de Saïgon
Les plans des insurgés reposaient sur trois groupes de travail principaux. Le premier se composait de deux bataillons de marines et d'une compagnie de véhicules blindés de transport de troupes (APC) M113. Deux bataillons de troupes aéroportées considérés comme pro-Diệm sont déplacés dans la province de Bình Dương au nord de la capitale et remplacés par les deux bataillons de marine. Les marines et les parachutistes étaient la réserve stratégique du Sud Viêt Nam et étaient généralement déployés près de Saïgon pour protéger le régime contre tout coup d'État.
Une autre force opérationnelle se composait du 6e bataillon aéroporté, basé à Vũng Tàu à environ 70 km au sud-ouest de la capitale, et d'un bataillon d'apprentis, complété par 12 APC de l'école des blindés de Long Hải (en). Le groupe de travail final se composait du 2e bataillon, 9e régiment et du 2e bataillon, 7e régiment de la 5e division du colonel Thiệu. Les troupes impliquées dans les opérations à Saïgon ont commencé à se préparer à entrer dans la capitale la veille du coup d'État et au petit matin. La deuxième force opérationnelle est arrivée du sud-est et a convergé avec les deux autres en provenance du nord et quelques éléments rebelles de la 7e division du sud-ouest.
A midi, des milliers de soldats rebelles s'étaient rassemblés à la périphérie de la ville, vérifiant l'équipement et les armes et recevant des ordres de dernière minute. Trois bataillons de marine dans des chars et des voitures blindées s'étaient déplacés vers le centre-ville de Saïgon pour mener la révolte, et une partie de la 7e division était arrivée du delta du Mékong pour couper la route principale du sud vers la base aérienne de Tân Sơn Nhứt. Les hommes enrôlés ne connaissaient pas la vérité derrière leur mission, pas plus que de nombreux officiers de rang inférieur ; les officiers supérieurs leur ont dit qu'ils écrasaient une révolte policière. Un lieutenant aéroporté était méfiant, et alors qu'ils se dirigeaient vers les banlieues, un colonel a révélé que leur objectif était la caserne de Cộng Hòa (en) de la Garde présidentielle. Lorsque le lieutenant a demandé "Qui est l'ennemi et qui est notre ami ?", le colonel a rétorqué « Quiconque s'oppose à nous est l'ennemi ».
Les groupes de travail ont été utilisés pour équiper diverses parties de la ville, gardant les obusiers à utiliser dans le siège des installations loyalistes, et pour protéger le quartier général du colonel Thiệu. Đính fit apporter 20 chars à son quartier général du IIIe Corps au Camp Lê Văn Duyệt (en). Au total, les conspirateurs disposaient de 40 chars et véhicules blindés de transport de troupes.

## Lodge, Harkins et Felt rencontrent Diệm
À 10 h 0 le 1er novembre, Lodge, le commandant général du Military Assistance Command, Viêt Nam (MACV) Paul D. Harkins et l'amiral Harry D. Felt (en), le commandant des forces américaines dans la région du Pacifique, ont été invités à Gia Long Palace par Diệm. Đôn avait programmé la réunion pour Felt en visite à ce moment-là pour garder Diệm occupé pendant que les troupes étaient déplacées et pour garder le président à Saïgon.
Ils étaient accompagnés de Đôn, dont le travail de bureau signifiait que ses fonctions consistaient principalement à rencontrer des dignitaires militaires en visite. Diệm a donné un de ses monologues fumants à la chaîne et a dit qu'il coopérerait avec les recommandations américaines. Selon Henry Cabot Lodge, Jr., cependant, Diệm était plus direct et précis que d'habitude. Diệm a raconté à Felt les réalisations de la famille Ngô, puis s'est plaint des réductions de l'aide américaine en réponse aux raids de la pagode. Il a blâmé les généraux, affirmant qu'ils avaient attaqué les bouddhistes, pas les forces spéciales, et a affirmé que les hommes de Tung étaient maintenant sous le contrôle de l'ARVN et non utilisés comme une armée privée, ce qui était faux. Diệm a également affirmé que les réductions d'aide avaient entravé l'armée et conduit à des pénuries alimentaires.
À un moment donné, Diệm a déclaré "Je sais qu'il va y avoir une tentative de coup d'État, mais je ne sais pas qui va le faire", ce à quoi Lodge aurait répondu "Je ne pense pas qu'il y ait de quoi s'inquiéter." Diệm a alors demandé à Lodge de parler aux responsables à Washington de l'avenir de Nhu ; Diệm refusait toujours de retirer son frère de l'autorité. Il a dit "S'il vous plaît, dites au président Kennedy que je suis un allié bon et franc, que je préfère être franc et régler les questions que d'en parler après que nous ayons tout perdu. Dites au président Kennedy que je prends toutes ses suggestions très au sérieux et souhaite les réaliser, mais c'est une question de timing." Lodge n'a pas discuté de quoi que ce soit de spécifique concernant un changement de régime, mais a affirmé qu'il n'était pas préoccupé par les rumeurs selon lesquelles Diệm et Nhu auraient voulu l'assassiner. Lodge a exprimé son "admiration et son amitié personnelle" et sa gratitude pour l'hospitalité de Diệm.
Alors que Harkins et Felt se préparaient à partir, Diệm a pris Lodge à part pour une discussion individuelle et a demandé à plusieurs reprises ce que les Américains voulaient, répétant sa demande pendant 20 minutes. C'était un tour de la part de Diem, car le faux coup d'État était sur le point de commencer. En référence à une enquête des Nations unies sur sa répression des bouddhistes, Diệm a affirmé que les bouddhistes avaient subi un lavage de cerveau par les américains. Diệm a affirmé qu'il avait fermé les pagodes parce que parmi les étudiants se trouvaient des communistes sur le point de lancer des grenades et de perpétrer des bombardements pendant la visite de l'ONU. Le président a également affirmé que certains américains préparaient un coup d'État contre lui et a promis de donner des noms à Lodge. L'ambassadeur américain a répondu avec une grimace qu'il s'était engagé à éliminer tous ses compatriotes impliqués dans un complot, même s'il le faisait lui-même. Lodge n'a pas été dupe de Diệm, car Washington avait déjà dit à Diệm quelles réformes étaient nécessaires, telles que le retrait de Nhu et l'utilisation des forces spéciales pour combattre les communistes plutôt que les dissidents ; Diệm n'avait pas répondu aux conseils américains. Lodge savait que le vrai coup était en vue et ne voulait pas l'arrêter, même si les ouvertures de Diệm étaient authentiques.
Felt n'était pas au courant des événements imminents (tout comme Harkins) et se précipita vers la base aérienne de Tân Sơn Nhứt pour son vol de midi. Avant de partir, il a tenu une conférence de presse avec Harkins et Đôn pendant que les rebelles roulaient dans la ville. Harkins a parlé de la situation militaire avec optimisme ; le matin du coup d'État, la première page du Stars and Stripes, un journal militaire, présentait un article avec les perspectives ensoleillées de Harkins, intitulé "Viet Victory Near". Pendant que Felt et Harkins parlaient, les officiers se préparaient à lancer le coup d'État lors d'une réunion à l'heure du déjeuner au quartier général militaire à côté de l'aéroport. En pensant à la situation, Đôn n'arrêtait pas de regarder sa montre en attendant que Felt s'envole. Les trois hommes se tenaient debout pendant qu'ils parlaient, et Đôn, accablé par les nerfs, mâchait son chewing-gum "comme une batteuse", et ne pouvait pas rester immobile, changeant fréquemment de pied pendant qu'il parlait. Après le départ de Felt, la piste a été fermée, et Đôn a balayé Harkins et est parti rapidement pour se préparer pour le coup.
Jusqu'à la dernière minute, Harkins et Felt n'étaient pas au courant du coup d'État imminent, malgré le comportement agité de Đôn. Le couple s'était rendu à Đôn pour discuter de questions militaires à 9 h 15, mais au lieu que le général vietnamien accueille ses visiteurs américains au quartier général de l'état-major interarmées, comme c'était la norme, Đôn s'est rendu au bureau du MACV. Bien que Felt ait été surpris, les américains n'ont pas réalisé la raison du lieu inhabituel et ont ensuite montré une carte et se sont demandé pourquoi deux bataillons aéroportés semblaient tourner au ralenti. Đôn répondit qu'ils allaient au combat, et Harkins hocha la tête, ignorant qu'ils entraient dans Saïgon. Harkins avait dit aux généraux plus tôt qu'il s'opposait à un coup d'État, donc Đôn a évité le sujet. Felt avait été informé de l'existence de plans de coup d'État par Lodge, qui l'a faussement informé qu'il n'était pas imminent, en disant "Il n'y a pas de général vietnamien avec suffisamment de poils sur la poitrine pour le faire partir." Felt a dit plus tard que Đôn semblait être calme et composé.

## Derniers préparatifs

### Méfiance
Le matin du coup d'État, il y avait encore une certaine appréhension parmi les comploteurs. Khiêm s'est approché de Đính et lui a demandé de garder leur conversation confidentielle. Après que le commandant du IIIe Corps ait accepté, Khiêm a affirmé qu'il voulait annuler le coup d'État, en disant "Đính, je pense que nous avons encore le temps de parler au vieil homme. Je ne veux pas le blesser. Ayez pitié de lui !" Đính a réfléchi à la situation et a déclaré qu'il continuerait à procéder au renversement. Khiêm a rapporté cela à Đôn et a affirmé qu'il avait placé de l'huile médicinale chinoise dans ses yeux pour les irriter et les rougir et ainsi donner l'impression qu'il avait eu des remords à propos du coup d'État, afin de tester la loyauté de Đính envers le complot.
Minh et Đôn se méfièrent de Khiêm et Đính jusqu'à la dernière minute, car ces derniers étaient tous deux des catholiques favoris de la famille Ngô, qui avaient été récompensés pour leur loyauté plutôt que leur compétence. Khiêm était le filleul de Diệm. Les autres généraux sont restés inquiets que Đính puisse changer de camp et mener à bien la deuxième partie du faux coup d'État de Nhu. Les généraux craignaient également qu'ils n'aient pas assez de forces pour vaincre les loyalistes.

### Démarrage prématuré
La première victime du coup d'État a été le capitaine Hồ Tấn Quyền, commandant loyaliste de la Marine de la république du Viêt Nam (RVNN) de Diệm, qui a été abattu le jour de son 36e anniversaire avant midi. Il existe divers récits de la mort de Quyền. Selon Stanley Karnow, Quyền avait remarqué des mouvements de troupes anormaux et était parti pour discuter de la question avec un collègue. Une jeep de marines rebelles l'a suivi et l'a intercepté en le dépassant et en bloquant la route. Quyền a abandonné son véhicule et a couru à travers le champ ouvert, mais a trébuché et est tombé avec les marines à sa poursuite. L'un d'eux l'a atteint et lui a tiré dans la tête à bout portant.
D'après Ellen Hammer, cependant, Quyền a commencé son anniversaire avec un match de tennis tôt le matin avec des collègues officiers, qui l'ont invité à une fête d'anniversaire à l'heure du déjeuner. Quyền a refusé afin de s'occuper de ses enfants qui étaient seuls à la maison pendant que sa femme étudiait au Japon. Son adjoint, qui faisait partie du complot, le suivit chez lui et réussit à faire changer d'avis Quyền. Les deux hommes se sont dirigés vers un restaurant à la périphérie de Saïgon, et la fusillade a eu lieu en cours de route. L'historien et auteur Mark Moyar (en) a écrit que Quyền avait remarqué des mouvements de troupes suspects près de la capitale dans la matinée. Alors que Quyền se préparait à se rendre au palais pour alerter les frères Ngô, son adjoint l'abattit sur l'autoroute de Biên Hòa. Les généraux ont été immédiatement informés du meurtre et contraints d'avancer les mouvements de troupes prévus à Saïgon avant la date prévue.

### Capture d'officiers loyalistes
Le 1er novembre, les comploteurs ont convoqué de nombreux officiers supérieurs qui n'étaient pas impliqués dans le complot au quartier général de la JGS à Tân Sơn Nhứt, sous prétexte d'une réunion de routine des dirigeants à l'heure du déjeuner. Mậu et Đôn ont organisé les invitations et mis en place le piège. À 13 h 45, Đôn a annoncé qu'un coup d'État avait lieu. La plupart des officiers se sont levés pour applaudir, tandis que ceux qui ne l'ont pas fait et ont refusé de se retourner contre Diệm ont été arrêtés. Les comploteurs neutralisèrent de cette manière de nombreux loyalistes à Diệm, notamment le colonel Tung, qui fut emmené par le capitaine Nguyễn Văn Nhung (en), le garde du corps de Minh. Alors qu'il était emmené, Tung a dénoncé avec colère les généraux en criant "Souviens-toi de qui t'a donné tes étoiles!"
Au début du coup d'État, les rebelles ont forcé Tung à ordonner à ses hommes de se rendre en lui mettant un pistolet sur la tempe et en l'obligeant à téléphoner à ses subordonnés. Cela signifiait que seule la Garde présidentielle restait pour défendre le palais de Gia Long. À 16 h 45, Tung a été forcé sous la menace d'une arme à feu à parler à Diệm au téléphone, disant au président qu'il avait dit à ses hommes de se retirer, mais Tung n'a pas réussi à convaincre le président de se rendre. Minh ordonna alors à Nhung d'exécuter Tung alors qu'il commandait toujours la loyauté de ses hommes. Les autres généraux avaient peu de sympathie pour le commandant des forces spéciales car il avait déguisé ses hommes en uniformes de l'armée et encadré les généraux pour les raids de la pagode. Les généraux étaient bien conscients de la menace que représentait Tung ; ils avaient discuté et convenu de son élimination pendant leur planification, ayant envisagé de mener une offensive contre les forces spéciales de Tung. À la tombée de la nuit, Tung a été emmené avec le major Lé Quang Trieu, son frère et son adjoint, les mains liées, dans une jeep et conduit jusqu'au bord de la base aérienne. Forcés de s'agenouiller sur deux trous fraîchement creusés, les frères ont été abattus dans leurs tombes et enterrés.
Un autre officier supérieur qui est resté fidèle à Diệm était le colonel Cao Văn Viên, commandant de la brigade aéroportée. Viên n'était pas au courant du complot et les généraux ont discuté de l'opportunité de l'assassiner pendant leur phase de planification parce qu'ils savaient qu'il était un diệmiste. Cependant, Đính, qui a joué au mahjong avec la femme de Viên, a convaincu Minh de ne pas faire liquider Viên et a promis que Viên ne s'opposerait pas au coup. La prédiction de Đính selon laquelle Viên acquiescerait était incorrecte. Viên "est tombé en panne complètement" et a enlevé son insigne et l'a remis à Minh en signe de résignation. Il a ensuite été placé en détention et condamné à mort. Viên avait prévu avec Diệm de permettre au président de se réfugier chez lui en cas de coup d'État, mais l'offre était sans objet car les rebelles ont encerclé la maison de Viên après l'avoir arrêté. Viên a évité de justesse l'exécution et a été libéré et remis au commandement après le coup d'État. Le général Khang (en), le commandant de la brigade marine, a également été mis en état d'arrestation pour être resté fidèle à Diệm, tout comme le chef de la RVNAF Đỗ Khắc Mai et le chef de la police nationale (en).
Après que les loyalistes ont été emmenés, Minh a lu la proclamation du coup d'État et ses objectifs et l'a enregistrée et a demandé aux autres officiers de signer les papiers. Ils ont ensuite parlé dans l'enregistreur, s'identifiant comme des partisans du coup d'État. Minh a dit à ses subordonnés de faire faire des copies de l'original et a caché les copies à plusieurs endroits afin que ses complices ne puissent pas prétendre qu'ils n'étaient pas impliqués si le putsch échouait. Minh devait les diffuser à la radio plus tard dans la journée.

## Prise de contrôle de la 7edivision
Avec un groupe de ses officiers rebelles personnels, Có s'est rendu en hélicoptère à Mỹ Tho, le quartier général de la division, pour prendre le commandement le matin du coup d'État. Atteignant la ville du delta du Mékong deux heures avant le début prévu du coup d'État, il a organisé une cérémonie pour les officiers titulaires de la division (qui pensaient que le changement de commandement était une affaire de routine) dans une salle locale. Lorsque le coup d'État a commencé, les hommes de Có ont chargé à travers les portes avec des armes automatiques et ont arrêté les officiers, avant de prendre le commandement. Il a dit "S'il vous plaît, restez assis tranquillement. Quiconque se lève sera instantanément abattu".
Có a ensuite téléphoné à Cao, plus au sud dans la plus grande ville du delta du Mékong, Cần Thơ, où le IVe corps était basé. Le colonel rebelle a assuré à Cao que le transfert de division et de corps s'était déroulé sans heurts. Có, un Vietnamien du centre, craignait que Cao, un natif du delta du Mékong, reconnaisse son faux accent du sud et se rende compte qu'il se faisait passer pour Phat, un autre sudiste. Cependant, Cao n'a pas remarqué.
Lorsque Cao a été informé par ses subordonnés qu'il y avait un coup d'État dans la capitale, il a cru qu'il faisait partie du faux coup d'État, comme Nhu lui avait dit auparavant ; Cao était l'un des généraux les plus fidèles et favoris du régime et il allait aider à mettre en place la deuxième partie du plan de Nhu. Cao a dit à un régiment et à quelques chars de se préparer pour la deuxième partie du complot. Plus tard, Cao s'est rendu compte qu'il s'agissait d'un véritable coup d'État. Il a envoyé la 9e division du colonel Bùi Dzinh (en) pour se déplacer vers le nord à travers Mỹ Tho vers Saïgon pour sauver Diệm, mais Có avait déjà fait des plans pour couper toute tentative de Cao pour venir en aide à Saïgon. Lorsque Cao a téléphoné à la 7e division à Mỹ Tho, Có s'est identifié et a raillé le commandant du corps, en disant "N'avez-vous pas reconnu mon accent ?". Có a dit au général qu'il avait commandé tous les ferries du côté Saïgon du fleuve Mékong et a dit à Cao de ne pas tenter de traverser à moins qu'il ne veuille mourir. Voyant que Diệm était perdu, Cao a exprimé plus tard sa solidarité avec le coup d'État.

## Combats à Saïgon
Les rebelles ont rencontré peu de résistance au début de l'attaque sur Saïgon, ce qui leur a permis de générer de l'élan. C'était principalement à cause de la complaisance de Diệm et Nhu et de l'hypothèse erronée que l'action militaire était le début de l'opération Bravo. La police centrale a appelé Diệm, l'informant que les marines ne semblaient pas amicaux. Il était trop tard car les rebelles ont capturé le siège de la police et fermé la police secrète, qui était directement contrôlée par Nhu.
Portant des écharpes rouges pour identification, les marines rebelles ont pris les loyalistes au dépourvu et ont pris le contrôle du bâtiment du ministère de l'Intérieur et du siège de la police nationale. L'installation de ce dernier a été capturé par des nouvelles troupes enrôlées de le camp d'entraînement Quang Trung, dirigé par le général Mai Hữu Xuân (en), qui a arrêté rapidement les partisans de Diem dans le bureau. Les rebelles ont également tenté de prendre le contrôle de l'école d'infanterie de Saïgon afin de pouvoir utiliser les deux bataillons de stagiaires contre Diệm, mais le chef loyaliste de l'institution, le colonel Lam Son, a déjoué leurs plans.
L'un des assistants de Diệm a appelé Đính mais on lui a dit que Đính n'était pas là. Diệm et Nhu sont restés détendus, confiants que c'était le coup bidon. Lorsque les responsables de la sécurité ont remarqué les mouvements de troupes, un jeune officier paniqué a téléphoné à Nhu, qui a dit sereinement. "Tout va bien, je le sais." Les généraux ont programmé le coup d'État pour tromper Nhu et Diệm, qui étaient toujours paranoïaques à propos des menaces contre leur pouvoir, en leur faisant croire que la menace était fausse.
Les rebelles étaient plus nombreux que les Diệmistes et ont rapidement fait des incursions contre les loyalistes, qui ont été pris au dépourvu et confus quant à savoir si le coup d'État était réel. Les généraux voulaient et devaient terminer l'opération rapidement avec le moins de combats au corps à corps possible, car ils savaient que les deux factions devraient mettre de côté leurs différences et se regrouper pour combattre les communistes après le coup d'État, et parce qu'une longue mini-guerre civile ne permettrait aux communistes de s'emparer de la campagne que pendant que l'ARVN combattait dans la capitale. Minh avait décidé de garder les loyalistes dans leur rang par la suite s'ils voulaient toujours combattre le VC. De plus, un conflit prolongé profiterait au VC. La plupart des forces anti-Diệm voulaient également éviter de tuer le président dans une bataille à grande échelle pour le palais.
Les rebelles ont rapidement pris le contrôle de Tân Sơn Nhứt pour contrôler le trafic aérien, et ont installé des points de contrôle et des installations de défense à la périphérie des villes pour se prémunir contre toute contre-attaque qui pourrait venir de l'extérieur de la capitale. Ils ont également fait exploser des bâtiments gouvernementaux et pris le contrôle de la poste nationale et de Radio Saigon (en). Quatre chasseurs-bombardiers AD-6 de la RVNAF ont rugi au-dessus du centre-ville, ajoutant à la confusion et menaçant les positions loyalistes.
Le lieutenant-colonel Nguyễn Cao Kỳ, le commandant adjoint de la RVNAF, a envoyé deux chasseurs-bombardiers T-28 au-dessus de Saïgon. Ils ont mitraillé le palais et tiré deux roquettes tout en évitant les nuages noirs et blancs sporadiques de tirs antiaériens. Les deux tirs ont raté leurs cibles et le second a touché une caserne vide des Marines américains. Dans le même temps, certains chasseurs-bombardiers ont effectué des mitraillages au siège du RVNN dans la capitale, où les défenseurs sont restés fidèles à Diệm. Certains canons anti-aériens sur les navires RVNN patrouillant dans la rivière de Saïgon ont riposté. Environ 15 minutes après le début du coup d'État, les transmissions radio ont été interrompues, coupant la communication avec ceux qui se trouvaient à l'extérieur de Saïgon.
Au début du coup d'État, alors que les forces spéciales se battaient encore avant que les généraux ne forcent Tung à leur ordonner de capituler, l'un de ses subordonnés se trouvait au palais de Gia Long et a fait une proposition à Diệm. Selon le journal d'un des assistants de Diệm, l'officier des forces spéciales a élaboré et proposé une contre-attaque surprise sur le quartier général des rebelles à Tân Sơn Nhứt en utilisant l'infanterie et les chars loyalistes. Tân Sơn Nhứt était situé à la périphérie nord-ouest de la ville, et l'officier a déclaré qu'il n'était protégé que par des soldats stagiaires. Il a dit à Diệm qu'il n'y avait aucune chance que les nouvelles recrues puissent résister à une attaque loyaliste et donc que les généraux seraient facilement capturés et que la direction du coup d'État s'effondrerait. L'assistant a rapporté que Diệm a rejeté la proposition, affirmant que "la brigade doit conserver ses forces pour combattre les communistes et éviter les effusions de sang. En attendant, elle doit protéger le palais de Gia Long, la poste et le trésor." Un autre collaborateur a estimé que Diệm ne voulait pas attaquer le quartier général de la JGS car "il représentait l'autorité des forces armées" et pour éviter "plus de mal, plus de mort, plus de souffrance pour les soldats". Selon ce récit, Diệm "était convaincu que sa patience ferait comprendre aux forces du coup d'État qu'il était un président qui s'est toujours tenu du côté des masses de la population".
Pour empêcher les forces loyalistes proches du palais de s'échapper, les unités blindées et d'artillerie commandées par le colonel Thiệu ont placé leurs chars et leurs obusiers épaule contre épaule, en vue du bombardement de la caserne Cộng Hòa de la garde présidentielle, située près du palais. Les APC ont amené plus de troupes rebelles avec des mitrailleuses pour encercler la caserne de Cộng Hòa, où les défenseurs étaient armés d'artillerie, de mortiers et de mitrailleuses.
Sous le commandement de Thiệu, le siège de la caserne commença et les obus de l'artillerie rebelle réduisirent bientôt les bâtiments en ruines, mais les loyalistes pro-Diệm continuèrent de se battre, à cinq pâtés de maisons à peine du palais. Les chars de la Garde présidentielle ont riposté, endommageant gravement les routes avoisinantes. Au bout d'une heure, Diệm et Nhu ont suspecté que quelque chose n'allait pas et ont tenté d'appeler le bureau de Đính pour la deuxième fois et on leur a de nouveau dit que Đính n'était pas là. Ne croyant pas que Đính les avait doublés, les frères Ngô ont été entendus en arrière-plan spéculer que Đính avait été arrêté par les rebelles. Les généraux ont alors téléphoné au palais de Gia Long avec un ultimatum. Si Diệm démissionnait immédiatement, lui et Nhu seraient exilés en toute sécurité. S'il ne le faisait pas, ils lanceraient des frappes aériennes et commenceraient à bombarder le palais dans l'heure. Les généraux ont dit qu'il n'y aurait pas de négociation, seul un oui ou un non serait acceptable. Diệm ne répondit pas.
Peu après 16 h 0, Diệm a téléphoné au siège de JGS. Đôn a répondu et a déclaré que "le temps est venu où l'armée doit répondre aux souhaits du peuple" parce que Diệm n'avait pas réussi à réformer son leadership. Le couple a eu un argument solide et Diệm a demandé aux commandants de lui rendre visite au palais pour négocier et travailler sur un plan de réforme. Les généraux, se souvenant qu'il avait fait gagner du temps aux loyalistes pour lui venir en aide lors de la tentative de coup d'État de 1960 en retardant le coup d'État avec des pourparlers et une fausse promesse de réforme et de partage du pouvoir, ont rejeté sa suggestion.
À 16 h 30, les généraux ont officiellement annoncé le coup d'État à la radio nationale, répétant le message enregistré à des intervalles de cinq minutes. Leur message appelait Diệm et Nhu à renoncer au pouvoir, et de nombreux officiers se sont identifiés comme participants. Les promesses enregistrées faites à JGS ont également été jouées. Minh a déclaré : "Le jour que les gens attendaient est arrivé. Pendant huit ans, le peuple vietnamien a souffert sous le régime pourri et népotique de Diem, mais maintenant les forces armées sont venues à leur secours." Il a ajouté que "Soldats dans l'armée, les services de sécurité, les forces de défense civile et la force du peuple [...] Le gouvernement de Ngo Dinh Diem, abusant du pouvoir, n'a pensé qu'à l'ambition personnelle et a bafoué les intérêts de la patrie [...] L'armée s'est lancée dans l'action. La tâche de vous tous est de vous unir [...] La révolution sera certainement couronnée de succès." La proclamation a été approuvée par 14 généraux, 7 colonels et un major. Il a en outre ajouté que "Nous n'avons aucune ambition politique [...] Nous n'agissons pas pour la gloire ou le bénéfice, mais pour sauver notre patrie bien-aimée".
Cependant un dysfonctionnement technique a interrompu les diffusions avec de la musique twist et cha-cha; sous le régime Diệm, Madame Nhu avait interdit la danse et la musique associée en vertu d'une série de "lois sur la moralité". Pendant ce temps, les avions de transport de la RVNAF ont largué des tracts rebelles sur Saïgon, demandant à la population de se rallier à la cause anti-Diệm. Parallèlement à l'émission radio des généraux, Diệm a téléphoné à Lodge à l'ambassade des États-Unis. Diệm a crié avec colère en français, et Lodge a dû tenir le récepteur loin de son oreille. La voix de Diệm était suffisamment forte pour que les assistants de Lodge puissent entendre le message à distance. Lodge rapporta l'échange suivant à Washington :
- Diệm : "Certaines unités ont fait une rébellion et je veux savoir quelle est l'attitude des USA?"
- Lodge : "Je ne me sens pas assez bien renseigné pour pouvoir vous le dire. J'ai entendu la fusillade, mais je ne connais pas tous les faits. De plus, il est 4 h 30 du matin à Washington et le gouvernement américain ne peut pas avoir de vue."
- Diệm : "Mais vous devez avoir des idées générales. Après tout, je suis chef d'État. J'ai essayé de faire mon devoir. Je veux faire maintenant ce que le devoir et le bon sens exigent. Je crois au devoir avant tout."
- Lodge : "Vous avez certainement fait votre devoir. Comme je vous l'ai dit seulement ce matin, j'admire votre courage et vos grandes contributions à votre pays. Personne ne peut vous enlever le mérite de tout ce que vous avez fait. Maintenant, je m'inquiète pour votre sécurité physique. J'ai un rapport que les responsables de l'activité actuelle vous offrent, à vous et à votre frère, un sauf-conduit hors du pays si vous démissionnez. Aviez-vous entendu cela?"
- Diệm : "Non. [pause] Vous avez mon numéro de téléphone."
- Lodge : "Oui. Si je peux faire quelque chose pour votre sécurité physique, veuillez m'appeler."
- Diệm : "J'essaye de rétablir l'ordre."

Cependant, il est apparu plus tard que Lodge n'avait pas rendu compte de la conversation à ses supérieurs au département d'État.
L'historienne australienne Anne E. Blair a déclaré "qu'il ne fait aucun doute que Lodge a fait taire certaines des répliques de Diệm, suprêmement confiant qu'il était dans sa capacité à contrôler non seulement la presse américaine par les dossiers officiels du gouvernement également". L'assistant de Lodge, Frederick Flott, a affirmé qu'au milieu de la conversation, Lodge a proposé d'envoyer son personnel au palais de Diệm pour que les frères Ngô soient emmenés à l'aéroport et exilés en toute sécurité et l'a exhorté à partir. Lodge voulait envoyer Flott au palais dans un taxi marqué de drapeaux américains, pour négocier son chemin dans le bâtiment et emmener les frères à l'aéroport, où il serait transporté à bord d'un avion américain vers une base militaire aux Philippines. Diệm a présumé à tort que l'offre de Lodge impliquait des renforts américains contre le coup d'État. Un récit d'un responsable de l'ambassade des États-Unis a ajouté le passage suivant, omis par Lodge.
- Lodge : "Eh bien, vous êtes un chef d'état. Je ne peux pas vous donner de conseils, mais personnellement, en tant qu'ami et en tant que personne soucieuse de votre santé, ma suggestion serait que vous pensiez sérieusement à vous évader. Maintenant, si je peux être utile à ce sujet, je suis prêt à envoyer mon chauffeur avec un de mes agents pour vous escorter en lieu sûr. Et nous pouvons vous faire monter dans mon avion à réaction, et je suis sûr que je peux y arriver. Un de mes officiers montera sur le siège avant de ma limousine avec le chauffeur."
- Diệm : "Non, je ne peux pas accepter de fuir, car tout cela est une tempête dans une théière ; ce sont des généraux fougueux qui ne parlent pas au nom de l'armée, et je sais que les vraies troupes me sont fidèles et que tout sera bientôt réglé."
- Lodge : "Eh bien, Monsieur le Président, c'est votre décision, certainement. Je ne peux pas vous conseiller dans un sens ou dans l'autre. Mais comme je l'ai dit, si jamais je pouvais être utile pour assurer votre sécurité, je le ferais certainement."
- Diệm :" Eh bien, je veux que vous disiez à Washington que cela est en train d'être fait, et que je veux qu'ils fassent atterrir les BLT [équipes de débarquement des bataillons], les deux BLT marins sur les porte-avions au large. Je veux qu'ils atterrissent et protègent le palais."

Le garde du corps de Diệm prétendra des décennies plus tard que le président a ajouté :
"Monsieur l'Ambassadeur, vous rendez-vous compte à qui vous parlez? Je voudrais que vous sachiez que vous parlez au président d'une nation indépendante et souveraine. Je ne quitterai ce pays que si c'est le souhait de mon peuple. Je ne partirai jamais à la demande de généraux rebelles ou d'un ambassadeur américain. Le gouvernement américain doit assumer l'entière responsabilité devant le monde de cette misérable affaire."
Tout au long de l'après-midi et dans la nuit, les haut-parleurs sur le terrain du palais de Gia Long ont diffusé l'exhortation enregistrée de Diệm aux fidèles que "Nous ne céderons pas". Ceux-ci ont été mélangés avec des passages de musique militaire. Dans le même temps, l'armée américaine a ordonné aux unités de la septième flotte de se déplacer dans les eaux près de Saïgon à titre de "mesure de précaution" au cas où les combats mettraient en danger des vies américaines et pour dissuader une offensive communiste opportuniste.

## Siège du palais de Gia Long
Le palais de Gia Long, le manoir présidentiel, avait autrefois servi de résidence aux gouverneurs généraux français. Pour des raisons de sécurité, les rues environnantes étaient régulièrement scellées après le coucher du soleil ; le bâtiment avait plusieurs bunkers et un système de tunnel complexe, y compris une longue voie d'évacuation d'un demi-bloc menant au sous-sol de l'hôtel de ville. Le matin du 1er novembre, Diệm avait renforcé la sécurité du palais avec plus de soldats et des barricades de barbelés. Le palais était entouré de murs d'environ 2,1 m et défendu par 150 soldats de la Garde présidentielle. Le bâtiment était protégé par des mitrailleuses et des canons antiaériens, entourés de casemates, de chars et de canons de 20 mm montés sur des véhicules blindés.
Alors que Diệm refusait de se rendre, jurant de réaffirmer son contrôle, après le coucher du soleil, Thiệu mena sa 7e division dans un assaut sur le palais de Gia Long. Ils ont utilisé de l'artillerie et des lance-flammes et il est tombé à l'aube après que Diệm a finalement donné l'ordre à la Garde présidentielle de se rendre. Les résultats du coup d'État ont plu aux anti-Diệmistes. Les pertes sont légères : 9 insurgés tués et 46 blessés, 4 morts et 44 blessés de la Garde présidentielle. Les plus grandes victimes ont été parmi la population, qui a subi 20 morts et 146 blessés.

## I Corps
Lorsque le commandant du I Corps, le général Đỗ Cao Trí a été informé de l'imminence du coup d'État, il a quitté Huế le 29 octobre pour Đà Nẵng afin de s'éloigner de Ngô Đình Cẩn, qui dirigeait le centre du Viêt Nam depuis Hue pour sa famille. Le coup d'État a eu lieu le 1er novembre et Trí a aidé à empêcher toute action loyaliste en provoquant des diversions. Il a programmé une réunion avec le chef de la province et d'autres responsables pro-Diệm au moment où le coup d'État devait avoir lieu. En conséquence, les fidèles de Diệm ont été bloqués dans une salle de réunion et n'ont pas pu mobiliser la Jeunesse républicaine et d'autres groupes paramilitaires et militants de la famille Ngô.

## Reddition et exécution de Diệm et Nhu
Au petit matin du 2 novembre 1963, Diệm accepta de se rendre. Les officiers de l'ARVN ont organisé une réunion destinée à exiler Diệm et Nhu, après avoir promis aux frères Ngô de quitter le pays en toute sécurité pour une "retraite honorable". Tous les cadres supérieurs n'ont pas assisté à la réunion. Le général Nguyễn Ngọc Lễ (en) a fortement fait pression pour l'exécution de Diệm. Il n'y a pas eu de vote formel lors de la réunion et Lê n'a attiré qu'un soutien minoritaire. Conein a rapporté que les généraux n'avaient jamais indiqué que l'assassinat était dans leur esprit, puisqu'une transition ordonnée du pouvoir était une haute priorité dans la réalisation de leur objectif ultime d'obtenir une reconnaissance internationale.
Minh et Don ont demandé à Conein de sécuriser un avion américain pour faire sortir les frères du pays. Deux jours plus tôt, Lodge avait alerté Washington qu'une telle demande était probable et avait recommandé Saïgon comme point de départ. Cette demande a mis l'administration Kennedy dans une position difficile, car la fourniture d'un avion la lierait publiquement au coup d'État. Lorsque Conein a téléphoné au poste de la CIA de Saïgon, il y a eu une attente de dix minutes. Le gouvernement américain n'autoriserait l'avion à atterrir dans aucun pays, à moins que cet État ne soit disposé à accorder l'asile à Diem. Les États-Unis ne voulaient pas que Diem et Nhu forment un gouvernement en exil et Roger Hilsman (en) avait écrit plus tôt qu'"En aucun cas les Nhus ne devraient être autorisés à rester en Asie du Sud-Est à proximité du Viêt Nam en raison des complots qu'ils vont monter pour tenter de reprendre le pouvoir. Si les généraux décident d'exiler Diem, il devrait également être envoyé à l'extérieur de l'Asie du sud est." Il a continué à anticiper ce qu'il a appelé un "Götterdämmerung dans le palais".
Après s'être rendu, Diệm a appelé Lodge et a parlé à l'envoyé américain pour la dernière fois. Lodge n'a pas signalé la conversation à Washington, il a donc été largement supposé que les deux hommes se sont parlé pour la dernière fois l'après-midi précédent, alors que le coup d'État commençait tout juste. Cependant, après la mort de Lodge en 1985, son assistant, le colonel Mike Dunn, a déclaré que Lodge et Diệm ont parlé pour la dernière fois vers 7 h 0 le 2 novembre, quelques instants après la reddition de Diệm. Lorsque Diệm a appelé, Lodge "[lui] a mis en attente", puis s'est éloigné. À son retour, l'ambassadeur a offert l'asile à Diệm et Nhu, mais n'a pas organisé le transport vers les Philippines avant le lendemain. Cela contredisait son offre d'asile précédente la veille lorsqu'il avait imploré Diệm de ne pas résister au coup d'État. Dunn a ensuite proposé d'aller personnellement à la cachette des frères pour l'escorter afin que les généraux ne puissent pas le tuer, mais Lodge a refusé, disant "Nous ne pouvons tout simplement pas impliquer cela". Dunn a dit "J'étais vraiment étonné que nous n'ayons pas fait plus pour eux". Ayant refusé d'aider les frères Ngô à quitter le pays sains et saufs, Lodge dira plus tard après qu'ils eurent été abattus : "Qu'aurions-nous fait d'eux s'ils avaient vécu?"
Dunn a affirmé que Lodge avait mis Diệm en attente pour informer Conein où se trouvaient les frères (ils s'étaient faufilés hors du palais afin que les généraux puissent les capturer). Lorsqu'il a été confronté à la revendication de Dunn par un historien, Conein a nié le récit. Un membre du personnel de Lodge a dit à Conein que l'avion devrait se rendre directement dans le pays d'asile lointain, afin que les frères ne puissent pas débarquer dans un pays d'escale voisin et y rester pour fomenter un contre-coup. Conein a appris que l'avion le plus proche capable d'effectuer un vol aussi longue distance était à Guam, et il faudrait 24 heures pour prendre les dispositions nécessaires. Minh a été stupéfait et a dit à Conein que les généraux ne pouvaient pas tenir Diệm aussi longtemps. Conein n'aurait pas soupçonné un retard délibéré de l'ambassade américaine. En revanche, une commission d'enquête du Sénat américain au début des années 1970 a soulevé une énigme provocatrice : "On se demande ce qu'il est advenu de l'avion militaire américain qui avait été envoyé pour attendre le départ de Lodge, prévu pour la veille."

### Évasion à Cholon
Minh s'est rendu au palais de Gia Long dans une berline avec son assistant et garde du corps, le capitaine Nhung pour arrêter les frères Ngô. Minh avait également envoyé un APC et quatre jeeps à Gia Long pour ramener Diệm et Nhu au siège de la JGS pour la cérémonie de passation du pouvoir lors d'un événement télévisé à l'échelle nationale auquel ont assisté les médias internationaux. Diệm et Nhu "demanderaient" alors aux généraux de se voir accorder l'exil et l'asile dans un pays étranger, ce qui leur serait accordé.

### Évasion de Diệm

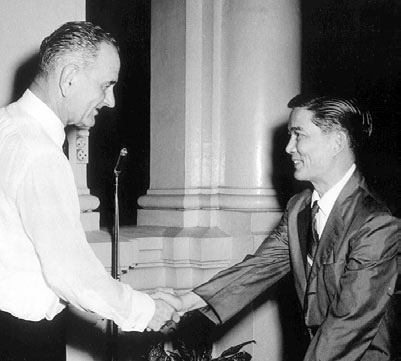
Le frère de Diệm, Ngô Đình Nhu (à droite), serrant la main du vice-président américain Lyndon B. Johnson en 1961.

Minh est arrivé à la place pour constater que les frères avaient disparu. En prévision d'un coup d'État, ils avaient ordonné la construction de trois tunnels séparés menant de Gia Long à des zones reculées à l'extérieur du palais. Vers 20 h 0 la veille, Diệm et Nhu se sont dépêchés de ranger des billets de banque américains dans une mallette. Ils se sont échappés par l'un des tunnels avec deux loyalistes : Cao Xuân Vy, chef de la jeunesse républicaine de Nhu, et le lieutenant RVNAF Đỗ Thơ, aide de camp de Diệm, qui se trouvait être un neveu de Đỗ Mậu.
Diệm et Nhu ont émergé dans une zone boisée dans un parc près du Cercle Sportif, le club sportif aisé de la ville, où ils ont été récupérés par un véhicule en attente. L'historienne Ellen Hammer conteste l'évasion du tunnel, affirmant que les frères Ngô sont simplement sortis du bâtiment, qui n'était pas encore assiégé. Hammer affirme qu'ils sont passés devant les courts de tennis et ont quitté les terrains du palais par une petite porte de la rue Le Thanh Ton et sont entrés dans la voiture. Les loyalistes ont voyagé dans des ruelles étroites afin d'échapper aux points de contrôle des rebelles et ont changé de véhicule pour une berline Citroën noire. Après avoir quitté le palais, Nhu aurait suggéré à Diệm que les frères se séparent, arguant que cela augmenterait leurs chances de survie. Nhu a proposé que l'un d'entre eux se rende dans le delta du Mékong pour rejoindre le IVe corps de Cao, tandis que l'autre se rendrait au IIe corps du général Khánh dans les hauts plateaux du centre. Nhu a estimé que les généraux rebelles n'oseraient pas tuer l'un d'eux pendant que l'autre était libre, au cas où le frère survivant reprenait le pouvoir. Selon un récit, Diệm aurait refusé Nhu, estimant que "Vous ne pouvez pas partir seul. Ils vous détestent trop, ils vous tueront. Restez avec moi et je vous protégerai". Une autre histoire raconte que Diệm aurait déclaré : "Nous avons toujours été ensemble au cours de ces dernières années. Comment a-t-on pu se séparer ces dernières années? Comment pourrions-nous nous séparer en cette heure critique?" Nhu a accepté de rester ensemble jusqu'à la fin.
Les loyalistes ont atteint la maison de Ma Tuyen dans le quartier des affaires chinois de Cholon. Ma Tuyen était un marchand et ami chinois qui aurait été le principal contact de Nhu avec les syndicats chinois qui contrôlaient le commerce de l'opium. Les frères ont demandé l'asile à l'ambassade de la république de Chine, mais ont été refusés et sont restés dans la maison de Ma Tuyen alors qu'ils faisaient appel aux loyalistes de l'ARVN et tentaient de négocier avec les putschistes. Les agents secrets de Nhu avaient équipé la maison d'une ligne téléphonique directe avec le palais, de sorte que les généraux insurgés pensaient que les frères étaient toujours assiégés à l'intérieur de Gia Long. Ni les rebelles ni la garde présidentielle loyaliste n'avaient la moindre idée qu'à 21 h 0, ils étaient sur le point de se battre pour un bâtiment vide, entraînant des morts futiles. Minh aurait été mortifié lorsqu'il s'est rendu compte que Diệm et Nhu s'étaient échappés au milieu de la nuit.

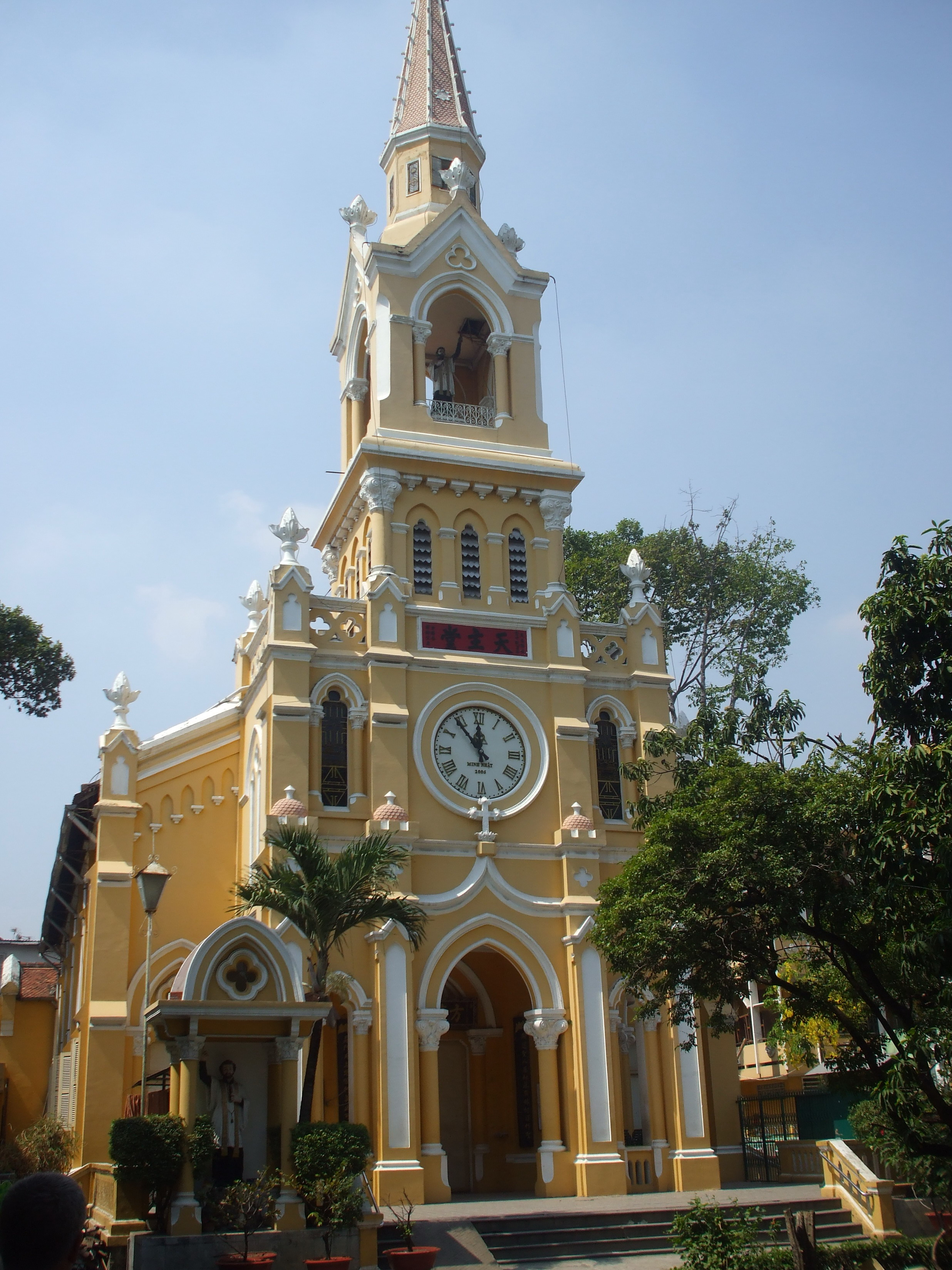
Église catholique Saint-François-Xavier, où les frères Ngô ont été arrêtés.

Après que Minh ait ordonné aux rebelles de fouiller les zones connues pour avoir été fréquentées par la famille Ngô, le colonel Phạm Ngọc Thảo a été informé par un officier de la Garde présidentielle capturé que les frères s'étaient échappés par les tunnels vers un refuge à Cholon. Thảo a été dit par Khiêm pour trouver et empêcher Diệm d'être tué. Lorsque Thảo est arrivé chez Ma Tuyen, il a téléphoné à ses supérieurs. Diệm et Nhu l'ont entendu et ont fui vers l'église catholique voisine de Saint-François-Xavier. Les frères Ngô traversèrent la cour ombragée. Il a été supposé qu'ils ont été reconnus par un informateur alors qu'ils marchaient dans la cour. Quelques minutes plus tard, juste après 10 h 0, un APC et deux jeeps entrent.

### Exécution

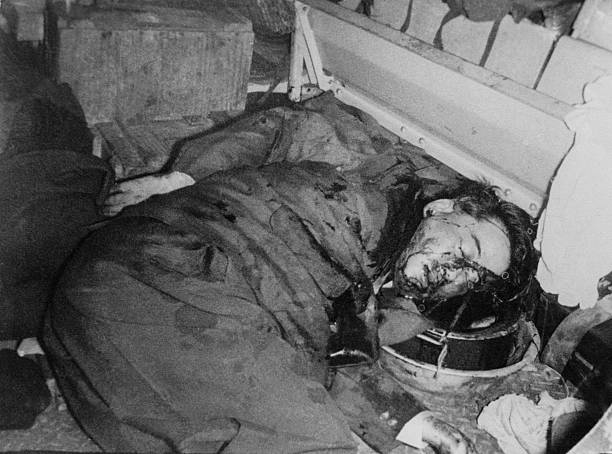
Diệm mort. Les premières rumeurs disaient que lui et son frère s'étaient suicidés.

Le convoi était dirigé par le général Mai Hữu Xuân et se composait des colonels Quan et Lắm . Quan était l'adjoint de Minh et Lắm était le commandant de la garde civile (en) de Diệm. Lắm avait rejoint le coup une fois qu'une victoire rebelle semblait assurée. Deux autres officiers composent le convoi : le major Dương Hiếu Nghĩa (en) et le capitaine Nhung, garde du corps de Minh. Nhu a exprimé son dégoût à l'idée qu'ils devaient être transportés dans un APC, en demandant "Vous utilisez un tel véhicule pour conduire le président ?" Lắm leur a assuré que l'armure était pour leur propre protection. Xuân leur a dit qu'il avait été choisi pour les protéger des "extrémistes".
Après l'arrestation, Nhung et Nghĩa se sont assis avec les frères dans l'APC, et le convoi est parti pour Tân Sơn Nhứt. Avant que le convoi ne parte pour l'église, Minh aurait fait signe à Nhung avec deux doigts, ce qui, selon certains, devait être interprété comme un ordre de tuer les deux frères. Le convoi s'est arrêté à un passage à niveau sur le chemin du retour, où, de l'avis de tous, les frères ont été tués. Une enquête menée par Đôn a déterminé plus tard que Nghia avait tiré sur les frères à bout portant avec une arme à feu semi-automatique et que Nhung les avait aspergés de balles avant de poignarder à plusieurs reprises les corps avec un couteau.

### Tentative de dissimulation
Lorsque les cadavres sont arrivés au quartier général du JGS, les généraux ont été choqués. Bien qu'ils méprisent et n'aient aucune sympathie pour Nhu, ils respectent toujours Diệm et plusieurs perdent leur sang-froid. Đính a déclaré plus tard "Je n'ai pas pu dormir cette nuit-là", tandis que Đôn a soutenu que les généraux étaient "vraiment douloureux", affirmant qu'ils étaient sincères dans leurs intentions de donner un exil sûr. Đôn chargea Nhu de convaincre Diệm de rejeter l'offre. Lodge a conclu plus tard "Une fois de plus, le frère Nhu s'avère être le génie du mal dans la vie de Diệm." Đôn a ordonné à un autre général de dire aux journalistes que les frères étaient morts dans un accident. Il est allé affronter Minh dans son bureau:
- Đôn : "Pourquoi sont-ils morts?"
- Minh : "Et qu'importe qu'ils soient morts?"

A ce moment, Xuân entra dans le bureau de Minh par la porte ouverte, ignorant la présence de Đôn. Xuân se mit au garde-à-vous et déclara "mission accomplie". Peu de temps après, la CIA a fait savoir à la Maison-Blanche que Diệm et Nhu étaient morts, prétendument en raison d'un suicide. Vietnam Radio avait annoncé leur mort par poison, et qu'ils s'étaient suicidés alors qu'ils étaient dans l'APC. Les histoires peu claires et contradictoires abondaient. Le général Harkins a rapporté que les suicides s'étaient produits soit par balle, soit par une grenade tirée de la ceinture d'un officier de l'ARVN qui montait la garde. Minh a tenté d'expliquer l'écart en disant : "Par inadvertance, il y avait une arme à feu à l'intérieur du véhicule. C'est avec cette arme qu'ils se sont suicidés."

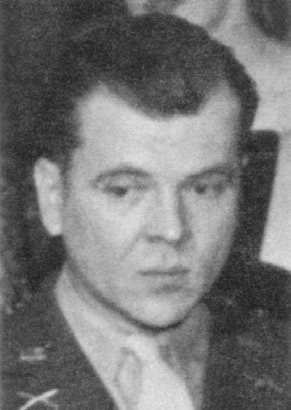
Lucien Conein, le contact de la CIA avec les généraux de l'ARVN.

Lorsque Kennedy a appris la mort lors d'une réunion à la Maison-Blanche, il a semblé secoué et a quitté la pièce. Kennedy rédigea plus tard une note de service, déplorant que l'assassinat était "particulièrement odieux" et se reprochant d'avoir approuvé le câble 243, qui autorisait Lodge à explorer les options de coup d'État à la suite des raids de la pagode Xá Lợi de Nhu. La réaction de Kennedy n'a pas attiré la sympathie unanime. Les américains ont pris conscience plus tard des véritables raisons de la mort de Diệm et Nhu par l'intermédiaire de Conein. Plus tard, des photos sont apparues montrant les deux frères morts couverts de sang sur le sol de l'APC. Les images semblaient authentiques, discréditant les affirmations des généraux selon lesquelles les frères s'étaient suicidés.
Une fois que la nouvelle de la cause de la mort des frères Ngô a commencé à être rendue publique, les États-Unis se sont inquiétés de leur association avec la nouvelle junte et ont commencé à poser des questions. Lodge a initialement soutenu la fausse histoire diffusée par les généraux, croyant qu'ils s'étaient tirés dessus. Lodge n'a montré aucune inquiétude en public, félicitant Đôn pour la "performance magistrale" du coup d'État et promettant une reconnaissance diplomatique. L'affirmation de Đôn selon laquelle les assassinats n'étaient pas planifiés était suffisante pour Lodge, qui a déclaré au département d'État que "je suis sûr que l'assassinat n'était pas dans leur direction". Minh et Đôn ont réitéré leur position lors d'une réunion avec Conein et Lodge le lendemain. Plusieurs membres de l'administration Kennedy ont été consternés par les meurtres, les citant comme un facteur clé dans les futurs problèmes de leadership qui assaillent le Sud Viêt Nam. Les assassinats ont provoqué une scission au sein de la direction de la junte et ont repoussé l'opinion américaine et mondiale.
Les meurtres ont endommagé la croyance publique que le nouveau régime serait une amélioration par rapport à la famille Ngô, transformant l'harmonie initiale entre les généraux en discorde. La critique des meurtres a amené les officiers à se méfier et à se battre les uns contre les autres pour des postes au sein du nouveau gouvernement. Selon Jones, "lorsque les décisions concernant les affaires post-coup d'État ont eu la priorité, le ressentiment à l'égard des meurtres s'est mêlé à la concurrence viscérale sur les postes gouvernementaux pour démanteler le nouveau régime avant qu'il ne prenne pleinement forme".

### Débat sur la culpabilité

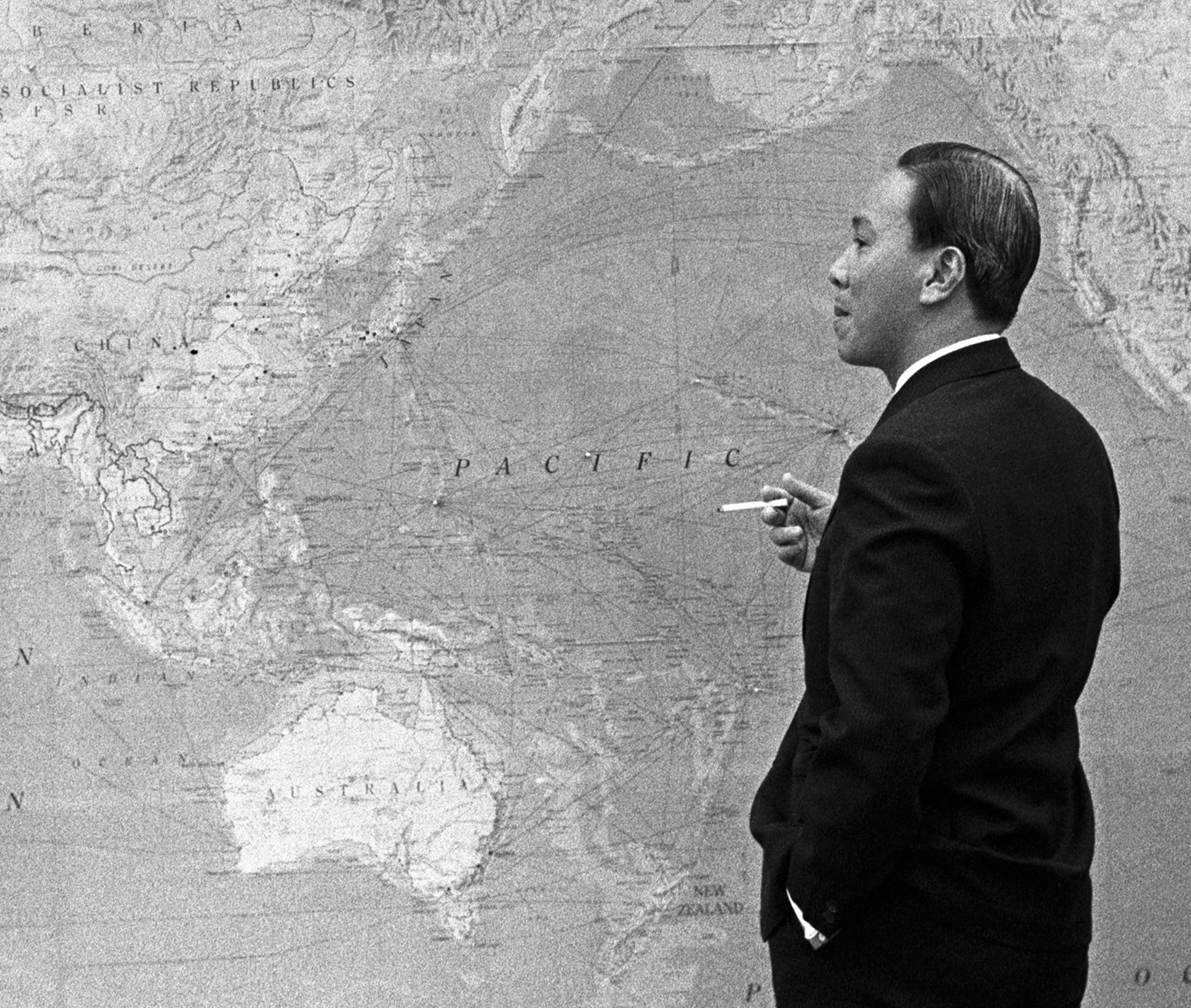
Thiệu (photo) et Minh se sont mutuellement blâmés pour les assassinats.

La responsabilité des assassinats reposait généralement sur les épaules de Minh. Conein a affirmé que "je l'ai sur la très bonne autorité de très nombreuses personnes, que Big Minh a donné l'ordre" comme l'a fait William Colby, le directeur de la division Extrême-Orient de la CIA. Đôn était tout aussi catégorique, disant "Je peux affirmer sans équivoque que cela a été fait par le général Dương Văn Minh et par lui seul."
Lodge pensait que Xuân était en partie coupable, affirmant que "Diệm et Nhu avaient été assassinés, sinon par Xuân personnellement, du moins sous sa direction". Minh blâma plus tard Thiệu pour les assassinats. En 1971, Minh a affirmé que Thiệu était responsable des morts en hésitant et en retardant l'attaque de la 5e division sur le palais de Gia Long. Thiệu a nié avec véhémence toute responsabilité et a publié une déclaration que Minh n'a pas contestée : "Dương Văn Minh doit assumer l'entière responsabilité de la mort de Ngô Đình Diệm." Pendant la présidence de Richard Nixon, un adversaire de Kennedy, une enquête du gouvernement américain a été ouverte sur l'implication américaine, convaincu que Kennedy avait secrètement ordonné les meurtres, mais aucune preuve n'a été trouvée.
Conein a affirmé que l'humiliation de Minh par les frères Ngô était une motivation majeure pour ordonner leurs exécutions. Il a estimé que Minh avait été gêné d'arriver à la résidence présidentielle en uniforme militaire de cérémonie pour prendre le pouvoir, seulement pour trouver un bâtiment vide. Un employé de la CIA a déclaré : "Ils ont dû le tuer [Diệm]. Sinon, ses partisans se rassembleraient et s'organiseraient progressivement et il y aurait une guerre civile." Plusieurs mois après l'événement, Minh aurait déclaré en privé : "Nous n'avions pas d'alternative. Ils ont dû être tués. Diệm ne pouvait pas être autorisé à vivre parce qu'il était trop respecté parmi les gens simples et crédules de la campagne, en particulier les catholiques et les réfugiés. Nous avons dû tuer Nhu parce qu'il était si largement craint (et il avait créé des organisations qui étaient les armes de son pouvoir personnel)"
Trần Văn Hương, un homme politique civil de l'opposition qui a été emprisonné en 1960 pour avoir signé le Manifeste de la Caravelle (en) qui critiquait Diệm, a déclaré : "Les hauts généraux qui ont décidé d'assassiner Diệm et son frère étaient morts de peur, aucune vertu morale, aucun soutien politique que ce soit, ils ne pourraient empêcher un retour spectaculaire du président et de M. Nhu s'ils étaient vivants."

## Réactions
La réaction au coup d'État a été mitigée. Le coup d'État a été immédiatement dénoncé par l'Union soviétique et la république populaire de Chine, affirmant que le coup d'État avait amené un gouvernement américain "fantoche". Le reste du monde a exprimé l'espoir général que la junte mettrait fin à la persécution contre les bouddhistes et se concentrerait sur la défaite de l'insurrection communiste
Le Nord Viêt Nam et le VC ont été pris au dépourvu par les événements de Saïgon. Hanoï n'a d'abord fait aucun commentaire, à part répéter la nouvelle, car ils n'avaient pas été préparés. D'un côté, les dirigeants communistes étaient découragés de ne plus pouvoir exploiter l'impopularité de Diệm. D'un autre côté, ils étaient convaincus que les successeurs de Diệm seraient faibles, s'effondreraient facilement et faciliteraient une révolution communiste. Le journal officiel, le Nhan Dan, a estimé qu'"en se débarrassant de Ngo Dinh Diem et de son frère Ngo Dinh Nhu, les impérialistes américains ont eux-mêmes détruit les bases politiques qu'ils avaient construites pendant des années. La mort de Diem et Nhu a été suivie par le désintégration de gros fragments de la [...] machine [du gouvernement]."
Dans la nuit du 1er novembre, alors que le palais de Gia Long était assiégé, la radio VC du Sud Viêt Nam avait exhorté le peuple vietnamien et les fidèles de l'ARVN à résister au coup d'État. Cependant, le coup d'État rapide et réussi du général empêcha toute action commune. Moins d'une semaine après le coup d'État, le VC avait repris sa direction et lancé plus d'un millier d'attaques. Un porte-parole communiste s'est dit choqué que les américains aient semblé soutenir le retrait de Diệm, estimant qu'il était l'un de leurs plus puissants opposants. Le chef du VC, Nguyễn Hữu Thọ a qualifié le coup d'État de "cadeau du ciel pour nous". Certains responsables de VC étaient tellement surpris que les américains retirent Diệm qu'ils pensaient que c'était une ruse. Ils ont estimé que la destitution de Diệm était une erreur de la part des américains. Tho a dit "Notre ennemi a été sérieusement affaibli à tous les points de vue, militaire, politique et administratif." Thọ a dit :
"Pour les mêmes raisons, l'appareil coercitif, mis en place au fil des années avec beaucoup de soin par Diệm, est totalement brisé, notamment à la base. Les principaux chefs de la sécurité et de la police secrète, dont dépendaient principalement la protection du régime et la répression du mouvement révolutionnaire, ont été éliminés, purgés.
Troupes, officiers et fonctionnaires de l'armée et de l'administration sont complètement perdus ; ils n'ont plus confiance en leurs chefs et n'ont aucune idée à qui ils doivent être fidèles.
Du point de vue politique, l'affaiblissement de notre adversaire est encore clair. Des organisations politiques réactionnaires comme le Parti Travailliste et Personnalisme, le Mouvement National Révolutionnaire, la Jeunesse Républicaine, le Mouvement de Solidarité des Femmes, etc. qui constituaient un soutien appréciable au régime ont été dissoutes, éliminées."
La déposition des frères Ngô a été accueillie avec une grande joie par le public sud-vietnamien. De grandes manifestations spontanées de rue ont eu lieu. Les bureaux du Times of Vietnam (en), porte-parole de la propagande de la famille Ngô, sont incendiés. Ailleurs, la foule a brisé des fenêtres et saccagé tout bâtiment associé à Nhu. La tension libérée par la chute du régime a déclenché des célébrations similaires aux célébrations du Tết (Nouvel An lunaire). Les américains ont été traités et reçus avec beaucoup d'enthousiasme et Lodge a été assailli par le public de Saïgon et il a été plaisanté que Lodge gagnerait toute élection vietnamienne par un glissement de terrain. Lodge a recommandé la reconnaissance immédiate du nouveau régime par Washington, affirmant que l'approbation populaire des vietnamiens pour le coup d'État le justifiait. Lodge a rapporté : "Tous les vietnamiens ont un sourire sur le visage aujourd'hui". La foule a envahi le parc du palais de Gia Long dans une atmosphère de carnaval, ponctuée de coups de feu de l'ARVN, tandis qu'une mer de drapeaux bouddhistes flottait dans toute la ville. Alors que Lodge se rendait de sa résidence à l'ambassade des États-Unis, la foule a applaudi son convoi et, lorsqu'il est passé devant la pagode Xá Lợi, le point focal des raids des forces spéciales de Nhu, il a été assailli par des bouddhistes en liesse. Les gens étaient très contents des soldats, leur donnant des fruits, des fleurs et des guirlandes de roses.
Madame Nhu, qui était aux États-Unis à l'époque, a dénoncé le coup d'État et a accusé avec colère les américains de l'avoir orchestré. Lorsqu'on lui a demandé si les États-Unis étaient impliqués, elle a répondu "définitivement", précisant qu'"aucun coup d'État ne peut éclater sans incitation et soutien américains" et déclarant qu'elle ne demanderait pas l'asile "dans un pays dont le gouvernement m'a poignardé dans le dos". Elle a dit "Je crois que tous les diables de l'enfer sont contre nous" et que "quiconque a les américains comme alliés n'a pas besoin d'ennemis".
Les États-Unis ont publiquement nié toute responsabilité ou implication dans le coup d'État. Beaucoup, y compris Harriman, le général Maxwell Taylor, et le secrétaire d'Etat adjoint Roger Hilsman, nié toute implication, bien que Hilsman a admis que la désapprobation américaine des politiques de Diem aurait encouragé les généraux. En privé, la Maison-Blanche a été exaltée par le coup, car il avait été relativement exsangue. La Maison-Blanche a donné l'impression que le coup d'État était purement vietnamien et a prétendu n'en avoir aucune connaissance. Un an plus tard, Trueheart a été cité que les États-Unis avaient été au courant des actions des généraux.

### Transition de pouvoir
Même avant le début du coup d'État, les généraux avaient été en contact avec des personnalités civiles de l'opposition et des membres plus modérés du régime de Diệm. Une fois le coup d'État confirmé, les négociations entre les généraux et les dissidents ont commencé. Tous les ministres de Diệm ont été contraints de démissionner et aucune autre représailles n'a été prise. Le vice-président de Diệm, Nguyễn Ngọc Thơ, a eu des discussions avec Minh sur le gouvernement intérimaire. Les américains ont également fait pression sur les généraux pour qu'ils donnent à Thơ un rôle de premier plan afin de donner l'impression d'un régime civil. Ils ont promis de reprendre le Programme d'importation commerciale (en), leur principale initiative d'aide au Sud Viêt Nam, qui avait été suspendu en raison des relations avec Diệm.
Le Conseil militaire révolutionnaire, comme il s'appelait lui-même, a dissous l'Assemblée nationale de Diệm et la constitution de 1956. Ils ont juré de soutenir des élections libres, une opposition politique sans entrave, la liberté de la presse, la liberté de religion et la fin de la discrimination, et que le but du coup d'État était de renforcer la lutte contre le VC. Ils ont condamné les récentes élections législatives comme "malhonnêtes et frauduleuses", ont imposé la loi martiale, annoncé un couvre-feu et ordonné la libération des prisonniers politiques emprisonnés par Diệm. Le MRC a annoncé qu'une nouvelle constitution serait rédigée. Dans l'intervalle, un organe désigné connu sous le nom de "Conseil des notables" a remplacé le législateur à titre consultatif.
Les généraux ont décidé d'une structure gouvernementale à deux niveaux avec un comité militaire supervisé par Minh présidant un cabinet régulier qui serait principalement civil avec Thơ comme premier ministre. Le nouveau gouvernement a été annoncé le 5 novembre. Minh fut nommé président et chef du Comité militaire ; Thơ a été répertorié comme premier ministre, ministre de l'Économie et ministre des Finances; Đôn a été nommé ministre de la Défense ; et Đính a été nommé ministre de la Sécurité (Intérieur). Un seul autre général faisait partie du cabinet des 15, qui était dominé par des bureaucrates et des civils sans aucune expérience politique antérieure. Cela a été suivi par la publication de l'Acte constitutionnel provisoire n° 1, suspendant officiellement la constitution de 1956 et détaillant la structure et les devoirs du gouvernement intérimaire. Le 6 novembre, la radio de Saïgon a annoncé la composition du comité exécutif du Conseil militaire révolutionnaire. Minh était président, Đính et Đôn étaient vice-présidents, et neuf autres généraux supérieurs, dont Kim, Thiệu, Khiêm, Trần Văn Minh et Phạm Xuân Chiểu. Une omission notable a été le commandant du IIe Corps, le général Khánh, qui a été transféré au Ier Corps, le corps le plus au nord et le plus éloigné de Saïgon. Les américains ont reconnu le nouveau gouvernement le 8 novembre.